# Karl Begas

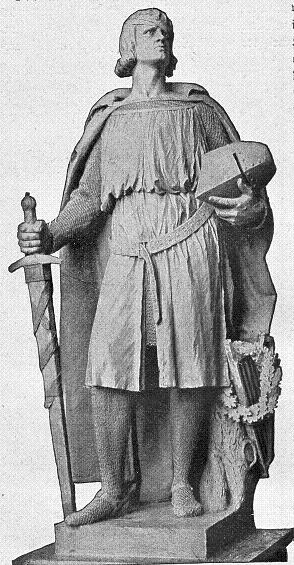
Estatua de Otón IV de Brandeburgo.

Karl Begas llamado Begas el Joven (firmó frecuentemente como Carl Begas ), nacido el 23 de noviembre de 1845 en Berlín y fallecido el 21 de febrero de 1916 en Köthen, fue un escultor alemán de la escuela en Berlín.

## Datos biográficos
Carl Begas fue el hijo del pintor Carl Joseph Begas y el hermano menor de Oskar Begas, Reinhold Begas y Adalbert Begas. Se formó en el estudio taller de escultura de su hermano Reinhold. Vivió entre 1869 y 1873 en Roma, donde recibió la orden para la realización de  varios bustos. Adquirió notoriedad en 1876 por su Fauno y niño jugando y Hermanas en 1878. Fue el autor de un busto del emperador Guillermo I en 1880 para la Gemäldegalerie de Kassel y dos esfinges del edificio del gobierno en Kassel en 1882.
También fue el autor en 1900 de monumentos históricos para la avenida de la Victoria del Tiergarten, desaparecidos (el monumento de Otón IV de Brandeburgo, y el de Federico Guillermo IV de Prusia). Begas talló una estatua de mármol dedicada a la emperatriz Augusta (1904-1906) que fue instalada en la rosaleda del nuevo palacio de Sans Souci. En la actualidad la estatua se conserva en la Casa de la Historia  de Potsdam. Una segunda estatua de la Emperatriz se encuentra también actualmente en la clínica que fundó en Berlín-Schöneberg, en el número 25 de la  Rubensstrasse  después de haber sido enterrados en la época de la República Democrática Alemana en el Palacio de Bellevue. Como había sido decapitada, su cabeza es una copia.
Tuvo entre sus alumnos a Max Baumbach.

## Obras (selección)
- Busto de mármol de Hans von Marées, Alte Nationalgalerie de Berlín (1878).
- Monumento a Otón IV de Brandeburgo.
- Monumento a Federico Guillermo IV de Prusia.
- Mascarones del Puente Moltke en Berlín.

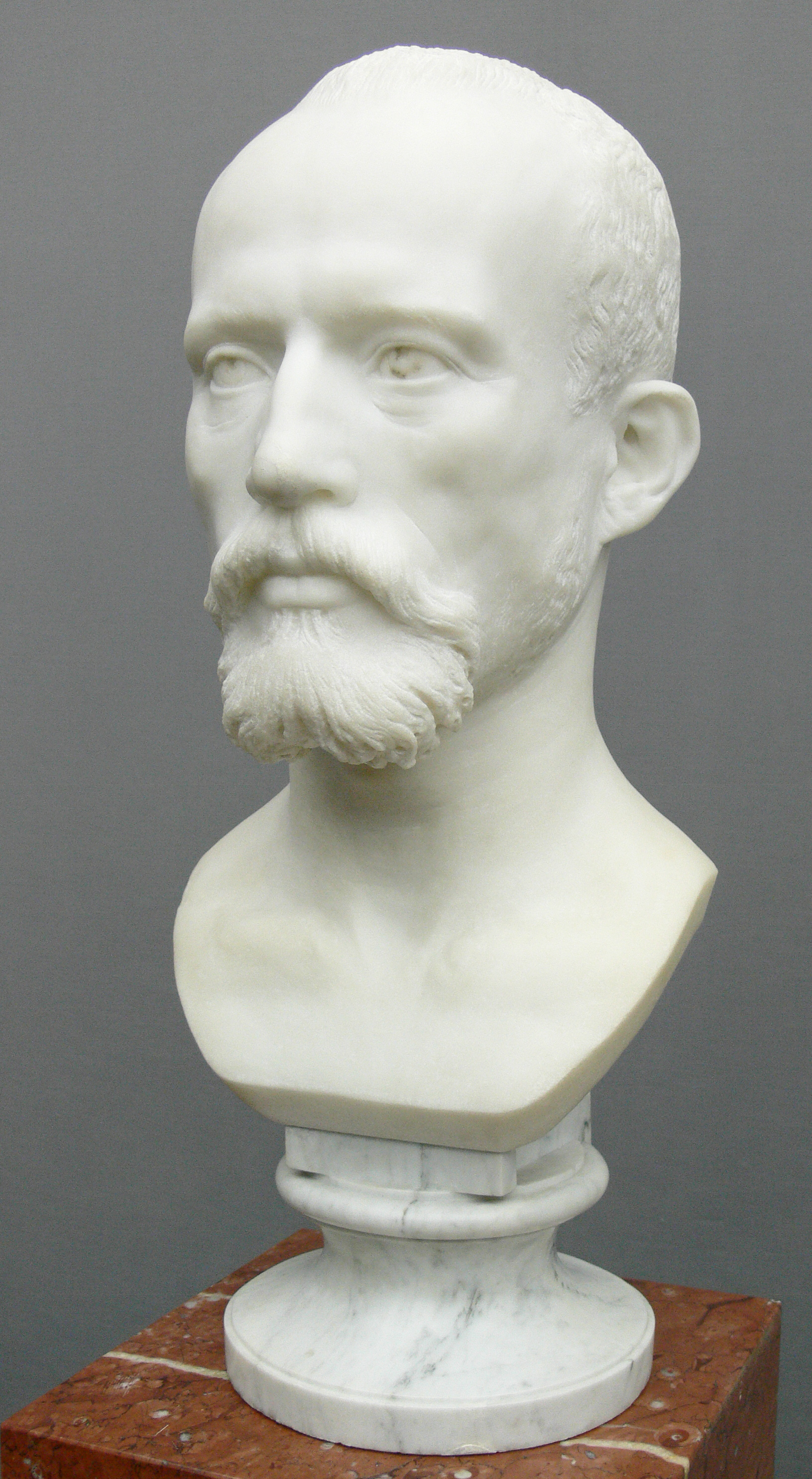
Busto de Hans von Marées
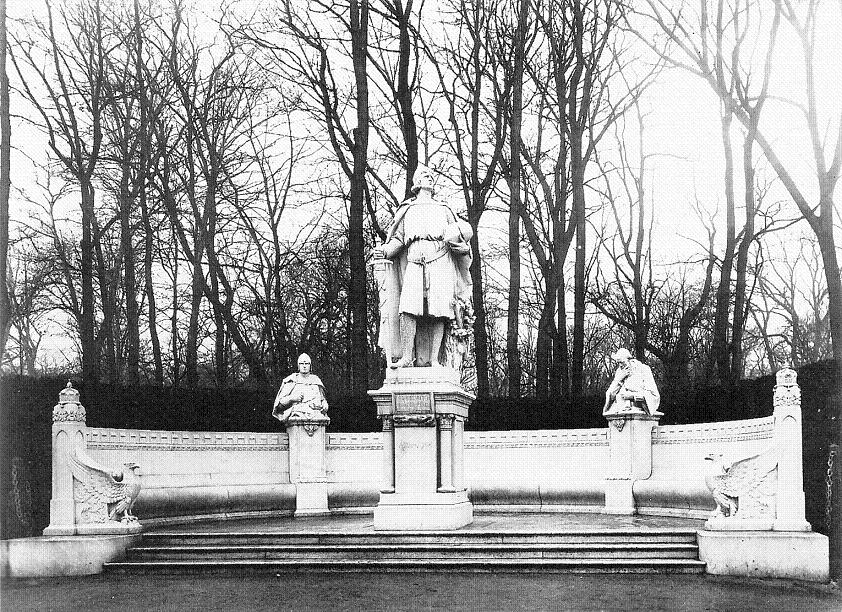
Monumento a Otón IV de Brandeburgo
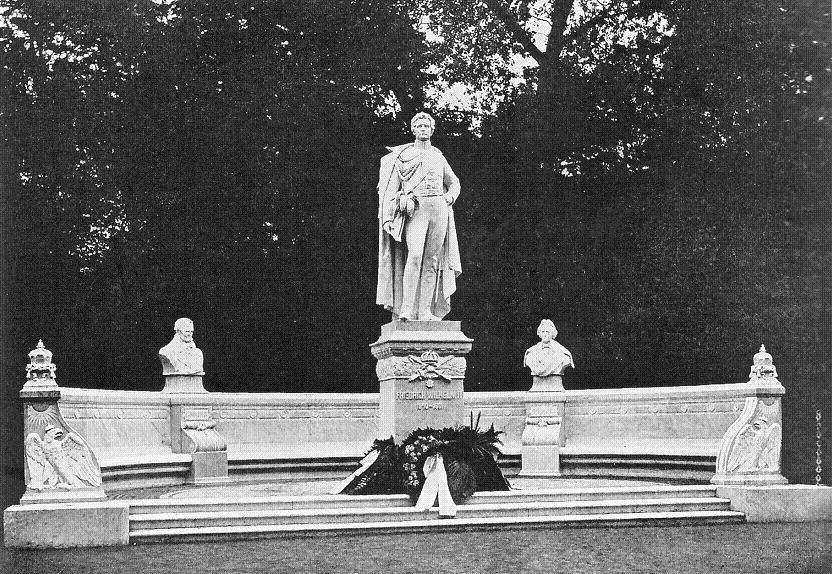
Monumento a Federico Guillermo IV de Prusia